# Lin Chuan
Lin Chuan, né le 13 décembre 1951, est un homme politique taïwanais.

## Carrière
Il est Premier ministre du 20 mai 2016 au 7 septembre 2017. Il présente sa démission le 3 septembre à la suite de la publication de sondages d'opinion défavorables et d’une panne géante d'électricité survenue le mois précédent ; il est remplacé le 7 septembre par William Lai.